# Megpoid
Megpoid (яп. メグッポイド, Meguppoido) — японська віртуальна співачка, створена компанією Internet Co., Ltd. Для синтезу її голосу використовується технологія семплування живого вокалу, а саме програма Vocaloid.  Голосовим донором стала японська сейю Меґумі Накаджіма. Маскот програмного забезпечення називається Gumi (яп. グミ) (стилізовано як GUMI). Її також називають Megpoid GUMI, або GUMI Megpoid.
Ім'я "Gumi"  походить від дитячого прізвиська Меґумі Накаджіми .  Назва програмного забезпечення утворена від "Меґумі" та "poi"( з яп. — "як", тобто повністю можна перекласти як "Меґумі, як вокалоїд".

## Розробка
Gumi була розроблена компанією Internet Co., Ltd. для програмного забезпечення VOCALOID 2 фірми Yamaha Corporation. 11 грудня 2010 року президент Internet Co., Ltd. анонсував Gackpoid, Megpoid i Lily у Тайвані.

### Доповнення
21 жовтня 2011 року вийшла нова версія V3 Megpoid для VOCALOID 3, яка містила пакет з додаткових голосових банків: Adult(дорослий), Power(потужний), Sweet(ніжний) і Whisper(шепіт). Цього ж дня також вийшли вокалоїди Mew, SeeU і VY1V3.  Спочатку це мало бути розширення для GUMI VOCALOID 2 під назвою Megpoid Extend, засноване на  Append версіях вокалоїдів компанії Crypton Future Media.  16 березня 2012 року вокал був оновлений і отримав назву V3 Megpoid - Native. 28 лютого 2013 року з'явився англомовний банк Megpoid English для VOCALOID 3.
5 листопада 2015 року вийшла оновлена версія пакету V3 Megpoid під назвою Megpoid V4 для VOCALOID 4. У ній з'явилися нові "змішані" версії вокалу: MellowAdult, PowerFat, NaturalSweet, SoftWhisper, and NativeFat. Нобору повідомив, що англійський банк для Vocaloid 4 буде оновлено пізніше, а саме у 2016 чи 2017 році.
Також існує прототип для Vocaloid Keyboard. Крім того, є окреме програмне забезпечення Megpoid Talk для синтезу мови.
Native та English були випущені для мобільної версії Vocaloid.
Gumi також повинна була мати фальцет, однак через проблеми з балансуванням зі звичайним вокалом, замість нього був розроблений вокал під назвою Kokone.

## Характерстика
| Ім'я                           | Megpoid (програмне забезпечення) Gumi (персонаж) |
| Дата виходу                    | 26 червня                                        |
| Рекомендований темп            | 60-175bpm                                        |
| Рекомендований діапазон вокалу | F2-A4                                            |

## Маркетинг

### Відеоігри
Gumi зіграла головну роль у грі Megpoid the Music♯ (メグッポイド ザ ミュージック シャープ). Гра була створена ParaPhray (パラフレ) для  консолі PlayStation Portable. Стандартне та лімітоване видання вийшли 28 березня 2013 року.
Gumi також з'явилась як спеціальний гість у кількох піснях гри Hatsune Miku and Future Stars: Project Mirai та її сиквелі.

### Конкурси
У травні 2012 року було оголошено пісенний конкурс, організований CreoFUGA. Продюсери, що брали участь, могли використовувати будь-який голосовий банк Gumi версії Vocaloid 2 або Vocaloid 3.
У 2013 році музичний лейбл VocaloTracks провів конкурс на створення власної пісні з використанням будь-якого голосового банку Gumi